# 古城崖汉墓群
古城崖汉墓群，位于中国青海省平安县小峡镇古城崖村，为第八批青海省文物保护单位，公布日期为2008年4月10日，类型为古墓葬。
古城崖汉墓群的历史年代为汉。